# Кръстьо Стойчев
Кръстьо Георгиев Стойчев е български революционер, деец на Вътрешната македонска революционна организация (обединена) и Българската комунистическа партия.

## Биография
Кръстю Стойчев е роден на 10 септември 1910 година в град Мехомия. Завършва педагогически училище и става учител. Член на БКП от 1931 година. Член е на Окръжния комитет на БКП в Петрич (1932 – 1933).
През 1931 година заедно с Никола Парапунов възстановяват младежката организация в Разложко. През 1932 година води протести на педагози срещу ВМРО на Иван Михайлов. На следващата година е осъден на 15 години затвор по ЗЗД.
Участва в Съпротивителното движение по време на Втората световна война. От 1940 до 1941 година е секретар на Околийския комитет на БКП в Разлог. През юни 1941 година излиза в нелегалност. В периода 1942 – 1943 година е арестуван и въдворен в концлагера Еникьой. След освобождаване е партизанин и политически комисар на Разложкия партизански отряд „Никола Парапунов“. При обединението на партизаните от Четвърта Горноджумайска въстаническа оперативна зона през август 1944 г. е избран е политкомисар на сборния Рило-пирински партизански отряд.
След 9 септември 1944 година е първи секретар на Областния комитет на БРП (к) в Горна Джумая (1944 – 1948). Секретар на Централното ръководство на Македонските културно-просветни дружества в България (1948 – 1950).
Според Стоян Германов като секретар на Областния комитет на БРП (к):
| „ | Стойчев е сред дейците, които със своята непоследователна политика допринася твърде много за объркване на кадрите в областта, заети с провеждане на курса за изучаване и прилагане на „македонския език“... той все пак е убеден, че тази македоно-сръбска смесица „трябва да претърпи подобрение, защото е мъчно разбираема от нашето население.“ От тази гледна точка самият той, Венера Клинчарова, Таско Тасев, Владо Левков и др. с особена настоятелност провеждат политиката на македонизиране на населението чрез македонския език. | “ |

До създаването на окръзите през септември 1959 година, партийните, отечественофронтовските и профсъюзните ръководства работят директно с околиите. За работа с околиите в Пиринска Македония е създадена тричленна комисия, в която влизат Владимир Поптомов, Кръстьо Стойчев и Васил Ивановски.
В края на юли 1948 година на заседание на Политбюро, на което е свален от постовете му Васил Ивановски, е решено, че Кръстьо Стойчев е прекалено ангажиран с осъдената на 16 пленум на ЦК на БРП (к) линия по македонския въпрос и не е целесъобразно да бъде използван повече за работа в Пиринска Македония.
След разрива между Йосиф Тито и Йосиф Сталин е отстранен от политическите си длъжности поради сътрудничество с ЮКП.
Директор на завод „Антон Иванов“ (1950 – 1953). Политически редактор в „Главлит“. През 1958 година след седмия конгрес на БКП е реабилитиран.
Посланик на България в Унгария, Китай и Аржентина. Награждаван е с три ордена „Георги Димитров“ и званието „Герой на социалистическия труд“.
Умира в София на 19 юни 1975 година.